# 约翰内斯·盖斯
约翰内斯·盖斯（德語：Johannes Geis，1993年8月17日—），德國足球運動員，在場上的位置是防守型中場。目前效力於德乙球會紐倫堡，曾效力於沙尔克04。前德国青年国家足球队隊員。

## 球會生涯

### 格雷特霍夫
盖斯年少時在弗兰肯地區參加過多家球會的青年隊，2008年投效格雷特霍夫青年軍，同時亦成為了德國U16一員。2010年11月20日作客以4-0擊敗柏達邦的賽事，他首次在職業聯賽上場，在84分鐘入替斯蒂芬·菲爾斯特納。2011年1月，他與球會簽下一份為期兩年的職業合約。整個2010/11賽季，盖斯獲得6次上場參賽機會，在2011/12賽季上場3次，並隨球隊晉級至德甲聯賽。他在德甲首場比賽是2013年2月24日對勒沃库森，同年4月21取得首顆職業進球，在巴伐利亞德比中以1-0擊敗纽伦堡。

### 美因茨
2013/14賽季，盖斯轉投德甲的美因茨並簽約至2017年，很為成為了美因茨常規成員和中場防守的锚人。在新球會首顆進球是2014年3月29日以3-0擊敗奥格斯堡。效力美因茨兩年間共上場67次並打進5球。

### 沙尔克04
2015年6月23日，盖斯加盟沙尔克04並簽約四年，轉會費據報為1,200萬歐元。

## 國家隊生涯
盖斯曾代表德國各青年梯隊參戰。2013年8月13日，他首次代表德國U21出戰一項友誼賽。他亦代表德國U21參加在捷克舉行的2015年歐洲U-21足球錦標賽，共上場兩次，包括一次先發及一次替補。

## 外部連結
- Soccerway資料庫：约翰内斯·盖斯